# برایان رابسون
برایان رابسون (به انگلیسی: Bryan Robson) (زاده ۱۱ ژانویه ۱۹۵۷) سرمربی و بازیکن سابق فوتبال است. شهرت وی بیشتر به خاطر بازی در باشگاه منچستر یونایتد و کاپیتانی در این تیم به مدت ۱۲ سال است. وی در تاریخ ۶ فوریه ۱۹۸۰ نخستین بازی ملی خود را در مقابل تیم ملی فوتبال جمهوری ایرلند انجام داد و با حضور در ۹۰ بازی ملی، در تاریخ ۱۶ اکتبر ۱۹۹۱ واپسین بازی ملی‌اش را در برابر تیم ملی فوتبال ترکیه برگزار کرد.
این بازیکن توانسته در بازی‌های ملی، ۲۶ گل به ثمر برساند.